# Milton Pessanha
Milton „Bororó” Pessanha (ur. 11 listopada 1932 w Campos) – piłkarz brazylijski, występujący na pozycji pomocnika.

## Kariera klubowa
Karierę piłkarską Milton Bororó rozpoczął w klubie Fluminense FC w 1952 roku. W 1955 przeszedł do lokalnego rywala CR Flamengo. W klubie z Rio de Janeiro grał do 1957 roku. W latach 1957–1964 występował w Grêmio Porto Alegre. Z Grêmio siedmiokrotnie zdobył mistrzostwo stanu Rio Grande do Sul – Campeonato Gaúcho w 1957, 1958, 1959, 1960, 1962, 1963 i 1964 roku.

## Kariera reprezentacyjna
W 1952 roku Milton Bororó uczestniczył w Igrzyskach Olimpijskich w Helsinkach. Na turnieju Milton Bororó wystąpił we wszystkich trzech meczach reprezentacji Brazylii z Holandią i Luksemburgiem oraz RFN w ćwierćfinale.